# 김영 (1956년 7월)
김영선(金英善, 예명: 김영(金瑩), (1956년 7월 8일 ~ )은 대한민국의 탤런트 겸  연극배우이다.
1976년 민중극단에 입단하여 연극《그해치네치타의 여름》,《사자와의 경주》,《꿀맛》,《카덴자》,《탱고》,《변신》,《마피아》등으로 데뷔하였다.

## 학력
- 서울예술전문대학

## 출연작

### 영화
- 2020년 《미스터 주: 사라진 VIP》 ... 로또(염소) 할아버지 역
- 2015년 《간신》 ... 상선 역
- 2015년 《순수의시대》... 민재집할아범 역
- 2014년 《제보자》 ... 시골수퍼아저씨 역
- 2007년 《묘도야화》 ... 숙부 역
- 2007년 《식객》 ... 의원 역
- 2006년 《한반도》 ... 일본각료 역
- 2006년 《길》 ... 이장 역
- 2005년 《피터팬의공식》 ... 시계방주인 역
- 2005년 《가발》 ... 낚시가게주인 역
- 2001년 《와이키키브라더스》 ... 성우부 역
- 2001년 《고해》 ... 손님 역
- 2001년 《파이란》 ... 오락실주인 역
- 2000년 《킬리만자로》 ... 지팡이노인 역
- 2000년 《인터뷰》 ... 취객1 역
- 1998년 《파란대문》 ... 태사내 역

### TV 드라마
- 2020년 TV조선  《바람과 구름과 비》
- 2017년 MBC  《병원선》
- 2016년 KBS 《별난가족》
- 2016년 MBC 《내 딸, 금사월》
- 2016년 MBC 《최고의 연인》
- 2015년 KBS 《그래도 푸르른 날에》 ... 김서방 역
- 2014년 TV조선 《불꽃속으로》 ... 요이치 역
- 2014년 KBS 《꿈꾸는남자》 ... 순이부 역
- 2013년 MBC 《구암 허준》 ... 장의원 역
- 2013년 KBS 《산넘어 남촌에는 2 - 땅땅땅》 ... 6촌 역
- 2013년 tvN 《빠스켓볼》 ... 거지노인 역
- 2012년 KBS 《환향-쥐불놀이》 ... 환향인 역
- 2012년 MBC 《무신》 ... 어의 역
- 2011년 SBS 《뿌리깊은 나무》 ... 상선 역
- 2011년 SBS 《여인의 향기》 ... 환자 역
- 2011년 KBS 《공주의 남자》 ... 어의 역
- 2011년 MBC 《계백》 ... 어의 역
- 2010년 SBS 《나쁜 남자》 ... 별장 관리인 역
- 2010년 SBS 《자이언트》
- 2010년 MBC 《동이》 ... 변행수의 하인 역
- 2010년 tvN 《위기일발풍년빌라》 ... 회사 경비원 역
- 2009년 KBS2 《2009 전설의고향》
- 2009년 SBS 《시티홀》 ... 시의원 역
- 2008년 KBS 《쾌도홍길동》 ... 유기전주인 역
- 2008년 KBS 《최강칠우》 ... 허 의원 역
- 2008년 MBC 《이산》 ... 어의 역
- 2008년 MBC 《바람의 나라》 ... 동굴노인 역
- 2007년 KBS2 《헬로! 애기씨》 ... 이장 역
- 2007년 KBS2 《경성스캔들》 ... 일제고리대금업자 역
- 2007년 MBC 《내곁에 있어》 ... 강박사
- 2007년 SBS 《외과의사 봉달희》 ... 제소자 역
- 2006년 SBS 《연개소문》... 신라사신 역
- 2006년 MBC 《주몽》
- 2006년 KBS 《신파를 위하여》 ... 교감 역
- 2006년 SBS 《사랑과 야망》
- 2005년 SBS 《서동요》
- 2005년 MBC 《제5공화국》
- 2004년 KBS2 《오!필승 봉순영》 ... 김씨아저씨
- 2004년 KBS1 《불멸의 이순신》
- 2004년 MBC 《영웅시대》
- 2004년 SBS 《파리의 연인》 ... 김 이사 역
- 2004년 SBS 《발리에서 생긴 일》 ... 허니문여행사 팀장 역
- 2004년 SBS 《햇빛 쏟아지다》 ... 장기밀매업자 역
- 2003년 KBS 《무인시대》 ... 이의방에게 죽는 내시 역
- 2003년 SBS 《야인시대》 ... 신성모 국방장관,장사꾼 역
- 2003년 MBC 《스쿨버스》 ... 영철아버지 역
- 2003년 KBS2 《s대 법학과 미달사건》 ... 교장 역
- 2003년 EBS 《TV로 보는 원작동화 아름다운 5월》 ... 학교 담임선생님 역
- 2003년 EBS 《찔레꽃나무》 ... 만석당주인 역
- 2002년 EBS 《TV로 보는 원작동화 혜순이》 ... 혜순이 외삼촌 역
- 2002년 KBS2 《태양인 이제마》
- 2002년 KBS2 《결혼합시다》
- 2001년 KBS2 《명성황후》
- 2001년 KBS1 《우리가남인가요》
- 2001년 MBC 《상도》 ... 만부차사 역
- 2000년 MBC 《허준》 ... 김서리 역
- 1999년 MBC 《테마게임》 ... 일본복싱코치 역
- 1998년 MBC 《경찰청 사람들》 특집 사기꾼을 잡아라 - 1억짜리 휴지조각... 전명환 역
- 1994년 MBC 《내가할수있는 모든것》 ... 안드레아 역
- 1994년 MBC 《경찰청 사람들》 사기당 한의원 ... 박영진 역
- 1988년 MBC 《옛날옛적에》 ... 훈장 역

### 연극
- 2013년 《흥남 철수》
- 2013년 《땅끝에 서면 바다가 보인다》
- 2013년 《이뭣꼬?》
- 2011년 《리어왕》
- 2011년 《악극 모정의 세월》
- 2011년 《무어별》
- 2011년 《모노드라마 침묵》
- 2011년 《명배우 황금봉》
- 2010년 《김치》
- 2010년 《모래가 되어 사라지고》
- 2010년 《영웅을 생각하며》
- 2010년 《옥수동에 서면 압구정동이 보인다》
- 2009년 《동치미》
- 2009년 《폭소춘향전》
- 2009년 《아!영종진》
- 2008년 《악극 나그네 설움》
- 2008년 《댄스컬 성공을 넘어》
- 2008년 《선달 배비장》
- 2007년 《엘리코 4세》
- 2007년 《물레방아》
- 2007년 《털없는 개》
- 2006년 《당나귀 그림자 재판》
- 2006년 《버스정류장》
- 2005년 《악극 눈물속에 진 꽃》
- 2005년 《안중근과 이등박문》
- 2005년 《살아보고 결혼하자》
- 1999년 《로리타》
- 1998년 《대한국인 안중근》
- 1998년 《출세기2》
- 1995년 《권태》
- 1994년 《폭풍의 바다》
- 1993년 《장희빈 93》
- 1993년 《아버지를 바꿉시다》
- 1992년 《비》
- 1992년 《불좀 꺼주세요》
- 1991년 《한밤의 북소리》
- 1991년 《The Odd Couple》
- 1991년 《바꼬지》
- 1991년 《돈아 돈아 돈아 2》
- 1991년 《아그네시카》
- 1990년 《오늘, 당신의 얼굴》
- 1990년 《혀》
- 1990년 《독재자 학교》
- 1989년 《우리들의 일그러진 영웅》
- 1989년 《홍도야 우지마라》
- 1989년 《LUV》
- 1988년 《마지막 포옹》
- 1987년 《호모세파라투스》
- 1987년 《스쿠루우지 영감》
- 1986년 《세일즈맨의 죽음》
- 1986년 《사랑금지》
- 1986년 《배비장전》
- 1986년 《장사의 꿈》
- 1986년 《벨라의 결혼소동》
- 1986년 《에바스미스 양의 죽음》
- 1985년 《처용의 웃음소리》
- 1980년 《세일즈맨의 죽음》
- 1979년 《고독이라는 이름의 여인》
- 1978년 《검찰측 증인》
- 1977년 《그리운 앙뜨완느》
- 1977년 《노부인의 방문》

### 수상
- 2016년 한국연극배우협회 올해의 배우상
- 2012년 나주 예총 예술문화상 연극상
- 1993년 신춘문예 단막극제 우수연기상